# モンテブオーノ
モンテブオーノ（伊: Montebuono）は、イタリア共和国ラツィオ州リエーティ県にある、人口約800人の基礎自治体（コムーネ）。

## 地理

### 位置・広がり
リエーティ県のコムーネ。県都リエーティから西へ22kmの距離にある。

#### 隣接コムーネ
隣接するコムーネは以下の通り。括弧内のTRはテルニ県所属を示す。
- カルヴィ・デッルンブリア (TR)
- コッレヴェッキオ
- マリアーノ・サビーナ
- タラーノ
- トッリ・イン・サビーナ

### 気候分類・地震分類
モンテブオーノにおけるイタリアの気候分類 (it) および度日は、zona D, 1956 GGである。
また、イタリアの地震リスク階級 (it) では、zona 2B (sismicità media) に分類される。